# هرمانیتسه (ناحیه هاولیتشکوف برود)
هرمانیتسه (به چکی: Heřmanice) یک منطقهٔ مسکونی در جمهوری چک است که در ناحیه هاولیتشکوف برود واقع شده‌است. هرمانیتسه ۴٫۵۴ کیلومتر مربع مساحت و ۶۹ نفر جمعیت دارد و ۳۵۳ متر بالاتر از سطح دریا واقع شده‌است.